# Czernikowo (plaats)
Czernikowo is een dorp in het Poolse woiwodschap Koejavië-Pommeren, in het district Toruński. De plaats maakt deel uit van de gemeente Czernikowo en telt 2752 inwoners.

## Verkeer en vervoer
- Station Czernikowo